# Liegi-Bastogne-Liegi 1925
La Liegi-Bastogne-Liegi 1925, quindicesima edizione della corsa, fu disputata il 14 giugno 1925 per un percorso di 231 km. Fu vinta dal belga Georges Ronsse, giunto al traguardo in 7h52'00" alla media di 29,364 km/h, precedendo i connazionali Gustave Van Slembrouck e Louis Eelen. 
Dei 63 ciclisti alla partenza coloro che portarono a termine la gara al traguardo di Liegi furono 20.

## Ordine d'arrivo (Top 10)
| Pos. | Corridore              | Squadra   | Tempo    |
| ---- | ---------------------- | --------- | -------- |
| 1    | Georges Ronsse         | -         | 7h52'00" |
| 2    | Gustave Van Slembrouck | -         | s.t.     |
| 3    | Louis Eelen            | -         | a 8'00"  |
| 4    | Armand Van Bruaene     | -         | s.t.     |
| 5    | Henri Dekeyser         | -         | s.t.     |
| 6    | Georges Brosteaux      | -         | a 15'00" |
| 7    | Léon Martin            | JB Louvet | s.t.     |
| 8    | Julien Vuylsteke       | -         | s.t.     |
| 9    | Omer Mahy              | -         | a 16'00" |
| 10   | Omer Taverne           | -         | a 18'00" |